# Gymnázium Jana Pivečky Slavičín
Gymnázium Jana Pivečky Slavičín je školské zařízení ve Slavičíně, jehož zřizovatelem je Zlínský kraj. Výuka ve škole byla zahájena 3. září 1992. Od září 2005 je v názvu školy jméno místního podnikatele a mecenáše Jana Pivečky, který v lednu 2004 zemřel.

## Budova školy
Budova disponuje pěti patry, konkrétně:
1. patro
  - jedná se o přízemí
  - nacházejí se zde jednotlivé třídy a výtvarný ateliér
2. patro
  - nacházejí se zde jednotlivé třídy a učebna ICT
3. patro
  - nacházejí se zde jednotlivé třídy, jazyková učebna, chemická laboratoř a učebna biologie
4. patro
  - odborné učebny
5. patro
  - poradenské centrum

Podle satelitní mapy školy je spojena tzv. "krčkem" se Základní Školou Vlára - Slavičín. Kvůli absenci jídelny přímo v gymnáziu se žáci stravují na základní škole.

### Historie
První dva roky od založení gymnázia škola působila v areálu tehdejšího Středního Odborného Učení strojírenského Slavičín. V roce 1994 se sídlo přesunulo. Prvotně do tzv. "dřevěného pavilonu" a v roce 1995 do současné budovy.

#### Rekonstrukce

##### Zateplení budovy
V roce 2010 byla budova významně rekonstruována v rámci projektu „Zelené gymnázium ve Slavičíně“, který byl podpořen Zlínským krajem a fondy EU. Byly vyměněny všechny prosklené části budovy a také byl celkově zateplen obvodový plášť. Finanční náklady této rekonstrukce byly stanoveny na téměř 8,5 mil Kč.

##### Revitalizace interních rozvodů a topení
Druhá rekonstrukce byla započata v červnu roku 2017. Spočívala v revitalizaci stávajících podlaží – konkrétně oprava elektroinstalace, topení, rozvodů vody a vzduchotechniky. Na konci září téhož roku byla akce úspěšně dokončena.Podle školního zpravodaje se cena této rekonstrukce odhaduje na 12 mil Kč.

##### Půdní vestavba
V roce 2018 byla realizována půdní vestavba. Byla finančně podpořena projektem „IROP Půdní vestavba“. Celkové finanční náklady akce činily 19,472 milionu korun (z toho dotace činila 15,829 milionu korun). Úspěšně byli vestavěny nové odborné učebny, konkrétně učebna automatizace a robotizace, přírodovědná učebna, technické experimentárium a poradenské centrum. Vzniklo tak 4. a 5. patro v budově gymnázia. Stavební práce byly dokončeny ještě před 1. zářím 2018. 4. a 5. patro bylo 12. října 2018 slavnostně otevřeno za účasti hejtmana zlínského kraje Jiřího Čunka, radního pro oblast školství Petra Gazdíka, starosty města Slavičín Jaroslava Končického, stavebních firem, sociálních partnerů a veřejnosti. Nové prostory jsou vybaveny nejmodernějšími technologiemi a zařízeními usnadňující výuku jazyků a práci s digitálními technologiemi. Učebny jsou tedy určené zejména k využívání žáky technických oborů a přírodovědných předmětů.

## Studium

### Školní vzdělávací program
Škola má ŠVP zpracovaný zvlášť pro nižší a zvlášť pro vyšší gymnázium.

### Výuka jazyků

#### Angličtina
Angličtina je povinně vyučována ve všech ročnících gymnázia jako první cizí jazyk. Na nižším stupni gymnázia je hodinová dotace 3 vyučovací hodiny týdně, na vyšším stupni v 1. a 2. ročníku (kvintě a sextě) 4 hodiny týdně a ve 3. a 4. ročníku (septimě a oktávě) opět 3 hodiny týdně. Ve 3. a 4. ročníku (septimě a oktávě) žáci navštěvují hodiny konverzace v anglickém jazyce s hodinou dotací 2 hodiny týdně ve 3. ročníku a 3 hodiny týdně ve 4. ročníku.

#### Francouzština, němčina, ruština, španělština, latina
Druhý cizí jazyk je vyučován od sekundy na nižším gymnáziu a od 1. ročníku na vyšším gymnáziu. Hodinová dotace výuky na nižším gymnáziu jsou 2 hodiny týdně a na vyšším gymnáziu 3 hodiny týdně. Žáci si mou vybrat mezi francouzštinou, němčinou a ruštinou. V tercii a kvartě je možné si jako volitelný předmět konverzaci v jazyce anglickém s hodinovou dotací 2 hodiny týdně. V rámci jazykového bloku výuky je možné od 3. ročníku (septimy) navštěvovat také hodiny konverzace v těchto jazycích, v 3. ročníku jsou vyučovány 2 hodiny konverzace týdně, ve 4. ročníku 4 hodiny týdně.

### Povinně volitelné předměty
V sekundě či 1. ročnících si žáci volí druhý cizí jazyk (francouzštinu, němčinu nebo ruštinu).

Od kvinty a 1. ročníku si žáci vybírají mezi hudební a výtvarnou výchovou. Ve studiu vybrané výchovy pokračují i ve 2. ročníku, od 3. ročníku již estetická výchova není vyučována.

V tercii si žáci volí jeden z těchto předmětů: konverzace v jazyce anglickém, seminář a cvičení z matematiky, seminář a cvičení z přírodopisu, seminář z IVT (informatika a výpočetní technika). Ve zvoleném předmětu pokračují také v kvartě. Hodinová dotace jsou 2 vyučovací hodiny týdně.

Ve 3. ročníku (septimě) si žáci volí 3 předměty vždy z jednoho bloku, v jejichž studiu pokračují i ve 4. ročníku. Jedná se o následující předměty: blok A matematicko-informační: seminář z matematiky, informatika, základy ekonomie, společenskovědní seminář, dějiny umění; blok B společenskovědní: společenskovědní seminář, seminář z dějepisu, religionistika, seminář ze zeměpisu; blok C přírodovědný: seminář z chemie, seminář z biologie, seminář z matematiky, seminář z fyziky; blok D jazykový: konverzace v jazyce německém, konverzace v jazyce francouzském, konverzace v jazyce ruském, latina, literární seminář.

### Nepovinné předměty
Jako nepovinný předmět je možné navštěvovat Náboženství. Tento předmět je realizován farností Slavičín.

## Vzdělání
Gymnázium je zaměřeno k přípravě na VŠ a to na oblast cizích jazyků (příprava na státní jazykové zkoušky angličtiny, němčiny, francouzštiny, ruštiny a latiny), přírodních věd (ekologie, astrofyziky, chemie, biologie, lékařských oborů), ICT technologií, matematiky, technických oborů a společenských věd. SOŠ připravuje mládež jižního Valašska po stránce teoretické i praktické pro výkon zvoleného povolání ve strojírenských oborech, učebních oborech, podnikání bez větších nároků na dojíždění. Po komplexní rekonstrukci areálu SOŠ se výrazné se zlepšilo materiální vybavení, které odpovídá nejnovějším trendům v oblasti CNC techniky, PC pro modelování a programování CNC strojů, moderní strojírenské technologie – laser, 3D tisk, programování FANUC, HEIDENHAIN. Významným faktorem je spolupráce školy je zapojení firem do finanční podpory žáků.

### Připravenost absolventů
Uchazeči gymnázia jsou připravováni pro studium na VŠ a dlouhodobě je přijetí absolventů gymnázia bezproblémové (100%) na všechny typy fakult. Ve srovnání s jinými gymnázii dosahuje obor nadprůměrných výsledků ve vědomostních soutěžích, maturitních zkouškách a srovnávacích SCIO testech v rámci ČR. Absolventi se neobjevují mezi uchazeči o zaměstnání na úřadech práce. Absolventi tříletých učebních oborů mohou na naší škole dále studovat denní nebo dálkovou formou obor Podnikání a následně na vysokých školách, jejich uplatnění na trhu práce je bezproblémové, neboť škola velmi podporuje propojení odborného výcviku v regionálních firmách – TVD Rokytnice, NTS Prometal, TRYON Brumov, CEBES, KOWAG, ZEKA.

### Nabídka dalších služeb
Škola je autorizovanou osobou pro udělení dílčích i úplné kvalifikace oboru obráběč kovů a elektrikář. Škola nabízí kurzy v cizích jazycích (němčina, angličtina, francouzština, španělština, ruština), kurzy ICT, přípravné kurzy na přijímací řízení na SŠ a VŠ v matematice a OSP, prostory ICT a výstavní galerie. Kroužky – divadelní, hudební, výtvarný, sportovní, přírodovědný, programování, jazykové, fyzika, astrofyzika, chemie, biologie.

### Ostatní informace
Zahraniční partnerské školy se stážemi v Anglii, Francii, Itálii, Německu, Řecku, Slovensku. Zájezd do Prahy, přednášky EVVO, Evropský týden mládeže, Barevný den, zájezd do Vídně, taneční, zdravý životní styl -R-EGO, drogová problematik, přijímačky nanečisto, mikulášská nadílka, fin. sbírky pro neziskové organizace, profesní testy, diskuzní fórum, exkurze na VŠ,v muzeích, spolupráce s nemocnicí v Olomouci. K dispozici
mají všichni žáci sportovní komplex – fotbalový stadion, tenisové kurty, sportovní hala, jídelna, odborné a jazykové učebny, rozvrh hodin je podřízen odjezdu autobusů nejpozději 14.45 hodin a to včetně zájmových aktivit
Škola neobsahuje bufet ke stravování

### Ředitelé
Roku 2019 odstupuje Mgr. Maryáš Josef. Na jeho post nastupuje Mgr. Libuše Pavelková, učitelka jazyka francouzského.
| Jméno ředitele        | Doba působení |
| --------------------- | ------------- |
| Ing. Jiří Hradil      | 1992 – 1993   |
| RNDr. Tomáš Vodička   | 1993 – 1994   |
| Mgr. Ondřej Kašpar    | 1994 – 2002   |
| Mgr. Maryáš Josef     | 2002 - 2019   |
| Mgr. Libuše Pavelková | 2019 - nyní   |

13.2. 2019 v 10:54 město Slavičín na své oficiální stránce Facebook uvedlo, že 12.2. 2019 obdrželo zprávu o rezignaci ředitele Josefa Maryáše. K tomuto kroku ho údajně vedly osobní a zdravotní důvody. Příspěvek byl zakončen následovně: "Na slavičínském gymnáziu působil více než čtvrtstoletí, a proto mu jménem našeho města děkujeme za veškerou vykonanou práci i nasazení. Zároveň přejeme panu řediteli vše dobré...". Žádné informace o nástupci zatím nejsou k dispozici.

## Učitelský sbor
Učitelský sbor Gymnázia Jana Pivečky ve Slavičíně tvoří 28 kantorů. 